# Itolia fascia
Itolia fascia är en tvåvingeart som beskrevs av Martin 1966. Itolia fascia ingår i släktet Itolia och familjen rovflugor. Inga underarter finns listade i Catalogue of Life.